# L'Allemagne en automne
Pour plus de détails, voir Fiche technique et Distribution.
L'Allemagne en automne (Deutschland im Herbst) est un film allemand réalisé par Brustellin (de), Hans Peter Cloos, Kluge, Fassbinder, Mainka, Reitz, Rupé, Schlöndorff, Schubert et Sinkel, sorti en 1978.
Il s'agit du premier film à aborder le thème du groupe terroriste Fraction armée rouge.

## Synopsis

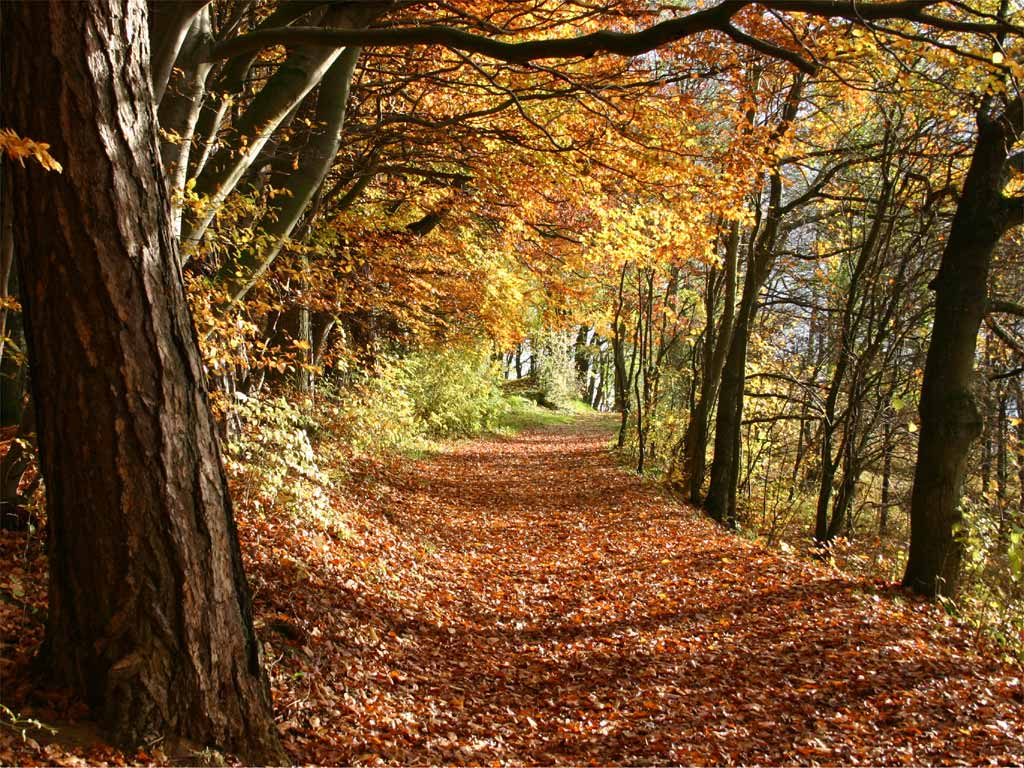
Herbst in Deutschland

Automne allemand 1977, la Fraction armée rouge (RAF) terrorise la République fédérale d’Allemagne pour libérer ses figures historiques. 
Deux célébrations de funérailles à deux jours d'intervalle à Stuttgart ponctuent le récit. La première est l'enterrement du patron des patrons, exécuté par les membres de la RAF après la nuit de la mort de leurs leaders retrouvés morts dans leurs cellules de Stammheim quelques heures après l'annonce de la libération des otages du détournement du Landshut. La seconde est l'enterrement des prisonniers  de Stammheim sous haute surveillance policière. 
Dix réalisateurs du nouveau cinéma allemand témoignent de cette accélération des événements en mettant en scène des fictions et courts documentaires historiques pour restituer le climat de terreur quotidienne inspirée par la RAF tout en s'interrogeant sur la pression étatique nécessaire à la traque de terroristes dans un pays démocratique.

## Fiche technique
- Titre : L'Allemagne en automne
- Titre original : Deutschland im Herbst
- Réalisation : Alf Brustellin, Bernhard Sinkel, Rainer Werner Fassbinder, Alexander Kluge, Maximiliane Mainka, Edgar Reitz, Beate Mainka-Jellinghaus, Peter Schubert, Hans Peter Cloos, Katja Rupé et Volker Schlöndorff[1]
- Scénario : Alf Brustellin, Heinrich Böll[1], Hans Peter Cloos, Rainer Werner Fassbinder, Alexander Kluge, Beate Mainka-Jellinghaus, Maximiliane Mainka, Edgar Reitz, Katja Rupé, Volker Schlöndorff, Peter Schubert, Bernhard Sinkel et Peter Steinbach (de)[1]
- Producteurs : Theo Hinz[1], V. Schlöndorff[1], A. Kluge[1], Eberhard Junkersdorf (de)
- Société de production : Filmverlag der Autoren (de)[1]
- Photographie : Michael Ballhaus[1], Jürgen Jürges[1], Bodo Kessler[1], Dietrich Lohmann[1], Jörg Schmidt-Reitwein[1], Werner Lüring, Colin Mounier[1] et Günther Hörmann
- Montage : Heidi Genée (de), Mulle Goetz-Dickopp, Juliane Lorenz, Beate Mainka-Jellinghaus, Tanja Schmidbauer et Christine Warnck
- Pays d'origine : Allemagne de l'Ouest
- Format : 1,66:1 - Mono Dolby Digital[1]
- Genre : drame, documentaire
- Durée : 119 minutes[1]
- Date de sortie : mars 1978[3]

## Distribution
- Crédités
  - Hannelore Hoger : Gabi Teichert[4], professeur d'histoire
  - Katja Rupé : Franziska Busch[4]
  - Angela Winkler : Antigone[4]
  - Franziska Walser (de) : Ismene[4], sœur d'Antigone
  - Helmut Griem : Créon, oncle d'Antigone
  - Mario Adorf, Heinz Bennent[1] : membres du comité de la télévision
  - Vadim Glowna : Freiermuth
  - Wolf Biermann[1] : auteur-compositeur-interprète.
  - Wolfgang Bächler[1] : écrivain
  - Hans Peter Cloos : l'étranger blessé au front
  - Horst Mahler : avocat de la RAF interviewé en prison[3] par Helmut Griem
  - Armin Meier : Amin, le compagnon de Rainer
- Non crédités
  - Rainer Werner Fassbinder[5] et sa mère : réalisateur[n 1], actrice
  - Kurt Biedenkopf : homme politique (CDU)
  - Max Frisch[3] : écrivain
  - Otto Graf Lambsdorff : ministre fédéral de l'Économie (FDP)
  - Kurt Georg Kiesinger : ancien chancelier fédéral (CDU)
  - Helmut et Hannelore Kohl : président du groupe CDU/CSU, sa femme
  - Manfred et Erwin Rommel[7] : maire de Stuttgart, Generalfeldmarschall (archive)
  - Helmut Schmidt : chancelier fédéral (SPD)[3]
  - Franz Josef Strauß : ministre-président de Bavière (CSU)
  - Herbert Wehner : ministère fédéral chargé des relations avec la RDA
  - André Wilms : acteur
  - Otto Schily : avocat de la RAF[3] (scènes effacées)

## Production
L'Allemagne en automne est produit par Theo Hinz, Volker Schlöndorff, Alexander Kluge et Eberhard Junkersdorf de Filmverlag der Autoren.

### Développement
Le nouveau cinéma allemand est caractérisé par une réaction rapide aux événements politiques dans un devoir de mémoire et de contre-information refusant la fascination des images violentes des attentats ou celles des arrestations des terroristes blessés, tels que Baader les cheveux teints en roux sur sa civière, propagées par les médias au profit d'une restitution de l'atmosphère politique. Le film est terminé seulement trois mois après l'automne allemand en court-circuitant la production cinématographique traditionnelle.
Le film commence par une citation de 1945 : « À un certain degré de cruauté, il importe peu de savoir qui en est  l’auteur : elle doit seulement cesser ! »,. À la fin du film, la même citation devient plus que jamais d’actualité, cette fois-ci présentée sans la date qui faisait référence à la fin du 3e Reich.

#### Segment: Rainer Werner Fassbinder
Le week-end qui suit le mardi 18 octobre 1977, plusieurs réalisateurs du Nouveau cinéma allemand se réunissent chez Theo Hinz. Avant la fin de la semaine suivante, le tournage du court-métrage de Fassbinder est bouclé. Au montage, c'est le plus développé des segments. Il est construit sur le dialogue de Rainer avec son compagnon Amin au sujet de la suspicion, la délation, le silence et la passivité de la population contre les lois d'exceptions anti-terroristes, la répression policière dans le contexte d'un couple homosexuel contre le mariage qui s'adonne à l'alcool, mélangé à un soda, et à la drogue. Au premier son des sirènes, Rainer craint une descente de police chez lui. Il panique.
Rainer cherche à avoir des nouvelles au téléphone ou à la radio du détournement d'aéroports en aéroports du Landshut à court de carburant que les terroristes menacent de faire exploser si les leaders de la RAF ne sont pas libérés. Rainer joue le tyran en blouson et bottes de cuir contre Amin en pagne parce qu’Amin n'a pas une opinion très démocratique sur le sort que l'État doit réserver aux terroristes. Rainer refuse l'hospitalité à un fugitif hébergé par Amin. Rainer s'étonne qu'il soit possible d'introduire des armes qui ont servi aux suicidaires dans le quartier de haute sécurité de Stuttgart-Stammheim avec des fouilles deux fois par jour et des lois d'exception « Kontaktsperregesetz » qui interdisent tout contact d'un prisonnier avec le monde extérieur ou qui autorisent le contrôle du courrier entre prisonnier et avocat.
En parallèle intervient également la discussion clef sur l'État et la démocratie entre Rainer, des lunettes sur le nez, et sa mère Lilo, invitée au restaurant. Est-ce que la démocratie s'applique également aux terroristes ou faut-il appliquer la loi du talion ? Lilo, qui a connu le 3e Reich, répond avec un sourire : « Le mieux, ce serait un maître autoritaire qui serait très bon, gentil et juste. »,.

#### Segment: funérailles de Hanns-Martin Schleyer
Les funérailles du patron des patrons Hanns-Martin Schleyer, assassiné par la RAF le 18 octobre 1977, et les trois minutes obligatoires de silence par les ouvriers à la Daimler-Benz sont mises en correspondance avec les funérailles nationales du Generalfeldmarschall Erwin Rommel, le 18 octobre 1944, poussé au suicide par le 3e Reich. 33 ans plus tard le 18 octobre 1977, ce sera la dernière nuit de la mort à Stammheim (de) pour les suicidaires de la RAF. Le fils de Rommel, élu maire de Stuttgart, calme la population qui est contre l'enterrement des terroristes suicidaires dans leur ville.

#### Segment:Antigonecensurée
Le comité de télévision visionne la pièce de théâtre, en noir et blanc, Antigone de Sophocle avec dans le rôle-titre Angela Winkler. Contre l'ordre légal du roi Créon (Helmut Griem) que respecte Ismene (Franziska Walser), sa sœur Antigone invoque l'obligation morale pour pouvoir enterrer son frère Polynice, tué en combat fratricide par son autre frère Étéocle.
Le psychiatre Daniel Lemler cite Isabel Capeola Gil : « l'ambiguïté du léxème Gewalt, qui signifie simultanément pouvoir et violence, fonctionne comme provocateur de la commission, qui a peur que la tragédie pose le problème de telle sorte qu'elle puisse légitimer l'action d’Antigone, mettant l'État en question et assimilant Antigone et Ismene à des terroristes. ». Isabel Capeola Gil rapporte également que le président de la chaîne de télévision conclut : « Je me demande s’il est vraiment nécessaire de mettre en scène Antigone aujourd'hui. Sépulture refusée, femmes terroristes, et ce voyant ténébreux, ce Tirésias, un précurseur des prophètes, une espèce d'intellectuel précoce– La jeunesse va comprendre d'une façon erronée qu’il s’agit d’un stimulus à la subversion. ».
Dans son compte rendu sur le livre d'Isabel Capeola Gil, Bernard Sicot confirme : « (...) Die verschobene Antigone (L’Antigone décalée, Heinrich Böll), reprise comme épisode du film Deutschland im Herbst (L’Allemagne en automne, 1978), font ressortir le lien qui existe entre le mythe sophocléen et les terroristes féminines de la RFA des années 70. »

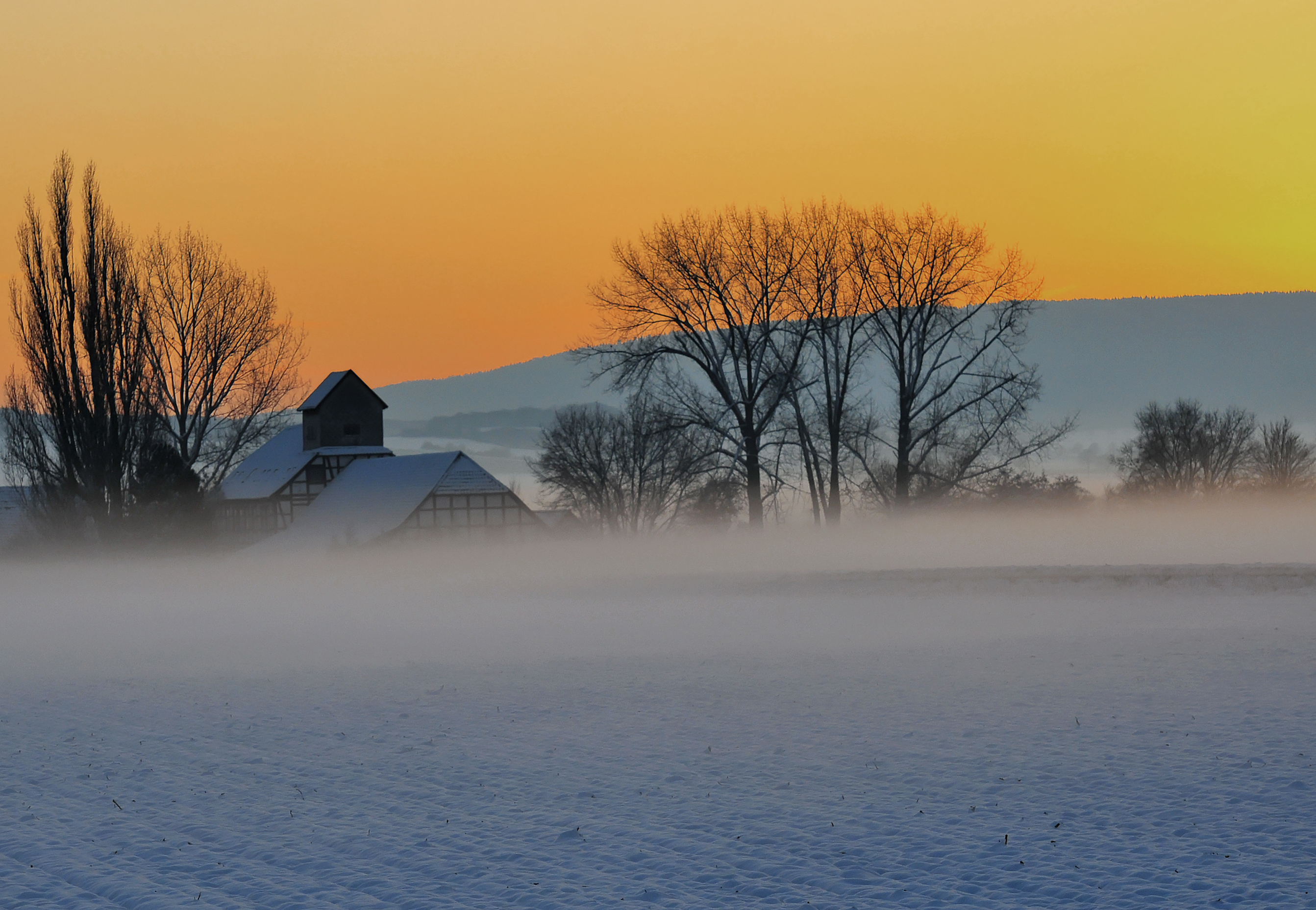
Bodennebel nach dem Sonnenuntergang

Antigone s'est pendue. Le 18 octobre 1977, Gudrun Ensslin de la RAF est retrouvée pendue à Stuttgart-StammHeim où Ulrike Meinhof s'est pendue. Thomas Elsaesser établit une « mise-en-abyme » de la tragédie grecque dans la même unité de lieu de Stuttgart, à la fois siège de Daimler-Benz et ville de la famille de la terroriste Gudrun Ensslin, où deux enterrements liés s'opposent selon le fil rouge du film. Christiane, sœur de Gudrun, pourrait être associée à la figure d’Ismene rejoignant l'obligation morale d’Antigone pour son frère : elle veut une sépulture décente pour sa sœur. Elle trouve un allié en la personne du maire de Stuttgart qui s'exprime en français avec des termes d'apaisement dans le journal d'Antenne 2 alors que la population manifeste une certaine hostilité.
Thomas Elsaesser qualifie d'anti-Antigone, Gabi Teichert professeur d'histoire, interprétée par Hannelore Hoger, qui creuse le sol gelé avec une pelle à la recherche de l'histoire de l'Allemagne telle que l'assassinat de Rosa Luxemburg, fondatrice du Parti communiste d'Allemagne.
En décembre 2002, les filles d'Ulrike Meinhof obtiennent que le cerveau de leur mère puisse, un quart de siècle après, rejoindre les restes de la dépouille lors d'une cérémonie privée sans caméra.

### Bande originale
Le thème musical du film est un extrait du second mouvement en sol majeur du quatuor en ut majeur op.76 no 3 L'Empereur de Joseph Haydn qui reprendra ce thème dans l'hymne national allemand Deutschlandlied de la RFA.
Le requiem de Mozart en ré mineur se fait entendre lors de la cérémonie des funérailles de Hanns-Martin Schleyer et quand les drapeaux à l'étoile aux trois branches sont en berne à la Daimler-Benz.

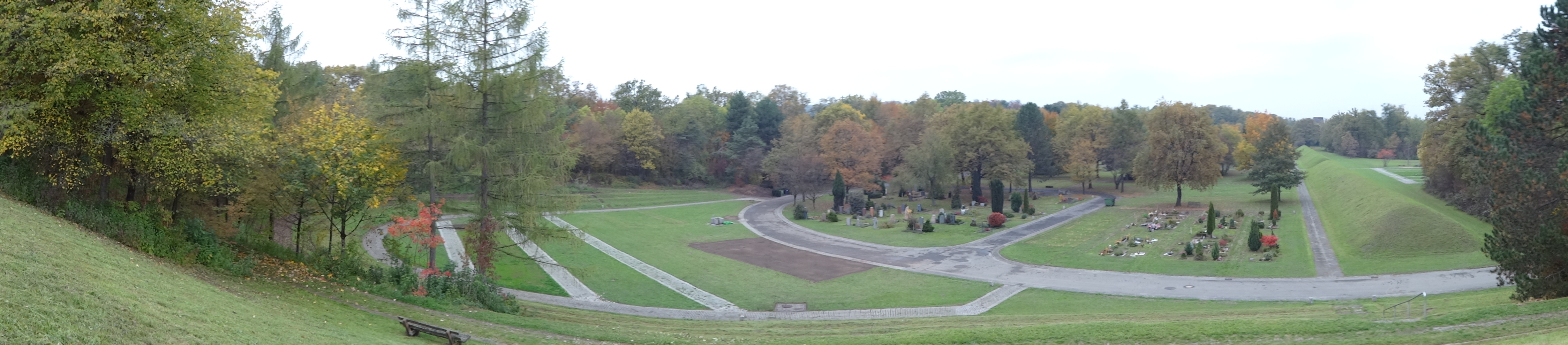
Dornhaldenfriedhof in Stuttgart-Degerloch

Après l'enterrement d'Andreas Baader, Gudrun Ensslin et Jan-Carl Raspe de la RAF, le film se termine sur la chanson Here's to You de Joan Baez et Ennio Morricone en hommage aux anarchistes Nicola Sacco et Bart Vanzetti, tandis qu'une jeune maman avec sa petite fille à la veste rouge s'échappe des troubles à l'ordre public au cimetière de Dornhalden.

### Tournage
Le tournage s'est déroulé à Stuttgart, Munich et à la frontière franco-allemande.

## Accueil

### Diffusion
Dans la lignée des films du Nouveau cinéma allemand, avant la palme d'or 1979 Le Tambour de Volker Schlöndorff et celle de 1984 Paris, Texas de Wim Wenders, L'Allemagne en automne attire un million de spectateurs en Allemagne.

### Critiques
Pour Die Zeit, « „Deutschland im Herbst“ ist kein „guter“ Film (ce n'est pas un bon film), dafür ein wichtiger (mais un film important) ».
Pour le New York Times, le film est « très irrégulier » : « It's sometimes startlingly beautiful, often obscure and confusing, sometimes funny and mostly disturbing, as it should be. »

Rote Armee Fraktion

En France en 2015 :

« Je découvre rapidement L’Allemagne en automne (1977), film collectif critique contre le pouvoir ouest-allemand et en empathie avec les membres de la RAF morts en prison. Film que je trouve magnifique à l’époque mais que je ne comprends pas du tout ! Avant de commencer ces recherches, l’image que j’avais de la RAF était celle d’un groupe terroriste, pas celle d’un groupe de lutte armée. Ce mot « terrorisme » est un mot très fort. Par exemple, je me disais bêtement que même si c’était des jeunes gens éduqués, ils devaient malgré tout avoir un certain penchant pour la violence. Du coup, je ne pouvais pas comprendre cette empathie que l’on ressent dans L’Allemagne en automne. C’est un film qu’il serait totalement impossible de faire aujourd’hui, on accuserait les réalisateurs d’apologie du terrorisme et le film serait interdit. »

— Jean-Gabriel Périot, Culturopoing

## Influence

### Au cinéma
En 2009, Fragments d'Allemagne reprend le principe de films à sketches sur la nation réalisés par différents réalisateurs. C'est une suite de l'Allemagne en automne.
En 2015, Jean-Gabriel Périot, en conclusion sur le retour au cinéma dans son 1er long métrage Une jeunesse allemande, intègre le dialogue de Fassbinder avec sa mère.

### À la télévision
Thomas Elsaesser compare L'Allemagne en automne avec Jeu mortel (de) d'Heinrich Breloer sur l'Automne allemand.
Arte, pour son émission Blow Up, donne carte blanche à Jean-Paul Civeyrac qui rend hommage à Rainer Werner Fassbinder dans son court métrage Françoise au printemps.

### Au théâtre
Emmanuel Burdeau précise comment Fassbinder fait savoir qu'il interprète son propre rôle : « Dès le début, dès le coup de téléphone, Fassbinder affirme son existence "C'est moi Fassbinder". »
En 2016, Brigitte Salino, dans l'article « Etre ou ne pas être Fassbinder » du journal Le Monde, positionne le film L'Allemagne en automne comme central au spectacle « Je suis Fassbinder » de Falk Richter dans une mise en scène de Stanislas Nordey.

## Prix et distinctions
- 1978 : prix spécial de la reconnaissance lors de la 28e édition de la Berlinale[36]
- 1978 : prix du film en or du Deutscher Filmpreis[37]
- 1982 : sélection à la section Panorama de la Berlinale[38]